# NGC 7780
NGC 7780 je galaxie v souhvězdí Ryb. Její zdánlivá jasnost je 13,9m a úhlová velikost 0,9′ × 0,5′. Je vzdálená 236 milionů světelných let, průměr má 60 000 světelných let. Galaxii objevil 18. října 1881 Édouard Stephan.